# Штрасхоф-ан-дер-Нордбан
Штрасхоф-ан-дер-Нордбан (нем. Strasshof an der Nordbahn) — ярмарочная коммуна (нем. Marktgemeinde) в Австрии, в федеральной земле Нижняя Австрия.
Входит в состав округа Гензерндорф. Население составляет 7777 человек (на 31 декабря 2005 года). Занимает площадь 11,63 км². Официальный код — 3 08 56.
В городе имеется железнодорожный музей.
23 августа 2006 года городок привлёк большое внимание прессы. Была найдена Наташа Кампуш, похищенная более 8 лет назад жителем города Вольфгангом Приклопилом. Ей удалось бежать из заключения, а похититель, осознав, что не сможет скрыться, в тот же день покончил с собой.

## Политическая ситуация
Бургомистр коммуны — Херберт Фартофер (СДПА) по результатам выборов 2005 года.
Совет представителей коммуны (нем. Gemeinderat) состоит из 29 мест.
- СДПА занимает 17 мест.
- Зелёные занимают 4 места.
- АНП занимает 3 места.
- Партия Dr.Ebhart занимает 3 места.
- АПС занимает 1 место.
- местный список: 1 место.